# De Dog
De windmolen De Dog in de Nederlandse gemeente Uitgeest is in 1896 gebouwd voor bemaling van de Castricummerpolder, ter vervanging van een eerdere molen die in 1895 tijdens een noodweer door de bliksem werd getroffen, waarbij twee molenaarsdochters om het leven kwamen. In 1893 was naast de oude molen een stoomgemaal geplaatst ter versterking van de bemaling.
De Dog is uitgerust met een korte en brede vijzel, met een houten balk, en beschoeping van geklonken ijzer. Deze vijzel kan in korte tijd veel water uitmalen. Eigenaar van De Dog is het Hoogheemraadschap Hollands Noorderkwartier. De molen draait regelmatig en is op afspraak te bezichtigen.
Bij de zware storm op 28 oktober 2013 werd de fok behoorlijk beschadigd. Eind november werden beide roeden gestreken aangezien dat toch al op de planning stond.